# Roberto Font
Roberto Font (* 21. Oktober 1904 in San Juan de Potosí; † 16. Juni 1981 in Manoteros, Madrid) war ein mexikanischer Schauspieler.

## Leben
Font wurde in der Umkleide des Theaters „La Paz“ im mexikanischen San Juan de Potosí geboren. Seine Eltern gehörten zu einer Bühnentruppe von Zarzuela-Schauspielern – Enrique Font und Elisa Donis. In eine lange Familientradition von Schauspielern hineingeboren, wurde er bereits seit frühester Kindheit in Bühnenstücken eingesetzt.
Im Alter von 22 Jahren wurde Font Seemann, kehrte jedoch diesem Beruf den Rücken und wurde Schauspieler, als er 1926 in Spanien war. 1935 erhielt er seine erste Filmrolle (Amor en maniobras). Font arbeitete sowohl auf der Bühne wie im Film, kehrte für einige Jahre in sein Geburtsland Mexiko zurück, blieb jedoch ab 1957 in seiner Wahlheimat Spanien.
Font arbeitete bis zu seinem Tode auch für das Fernsehen.

## Filmografie (Auswahl)
- 1973: Verflucht dies Amerika